# Monte Formoso
Monte Formoso là một đô thị thuộc bang Minas Gerais, Brasil. Đô thị này có diện tích 383,821 km², dân số năm 2007 là 4709 người, mật độ 12,4 người/km².